# Лаше (Харагаульский муниципалитет)
Лаше (груз. ლაშე) — село в Грузии, на территории Харагаульского муниципалитета края (мхаре) Имеретия.

## География
Село находится в западной части Грузии, на берегах реки Чхеримелы, на расстоянии 5 километров к северо-западу от посёлка городского типа Харагаули, административного центра муниципалитета. Абсолютная высота — 231 метр над уровнем моря.

## Население
По результатам официальной переписи населения 2014 года, в Лаше проживало 395 человек (192 мужчины и 203 женщины). В национальной структуре населения грузины составляли 99,5 %, абхазы — 0,25 %, русские — 0,25 %.
| Год  | Население, человек |
| ---- | ------------------ |
| 2002 | 452                |
| 2014 | ↘ 395              |